# Nagytopoly
Nagytopoly (románul: Topolovățu Mare, németül: Grosstoplowetz, szerbül: Велики Тополовац) falu Romániában, a Bánságban, Temes megyében, Nagytopoly község központja. Az első világháborúig Temes vármegye Temesrékasi járásához tartozott.

## Nevének változásai
1839-ben, 1890-ben Nagy-Topolovecz, 1863-ban Nagy-Tapolovecz, 1873-ban Topolovec (Nagy-), 1880-ban Topolovecz (Nagy-), 1900-ban Nagytopolovecz, 1920-ban Topolovățul mare; 1930-ban, 1941-ben Topolovățul-Mare az elnevezése.

## Népessége
- 1900-ban 6528 lakosából 4052 román, 1440 német, 164 magyar, 872 egyéb (813 szerb anyanyelvű; 4537 ortodox, 1556 római katolikus, 358 görögkatolikus, 64 izraelita, 10 református és 3 egyéb vallású.
- 2002-ben 2971 lakosából 2510 volt román, 220 szerb, 62 magyar, 28 német és 151 egyéb, 2491 ortodox, 211 római katolikus, 140 pünkösdista, 64 görögkatolikus, 10 református és 55 egyéb vallású.

## Története
Reiszig Ede így ír a településről Temes vármegye községei című munkájában:
„...Korábbi sorsa ismeretlen, a török hódoltság végszakában azonban már lakott hely volt. Az 1717. évi összeírásba Topolovaz alakban van felvéve 40 házzal.
Az 1761. évi hivatalos térképen, Tupolovez alakban, a lugosi kerület egyik pusztája és egy kincstári altiszttartóság székhelye. A 18. század végén ismét benépesült.
1838-ban 35 5/8 jobbágytelket írtak benne össze. Földesura 1848-ig a kamara volt és jelenleg is a kincstárnak van itt nagyobb birtoka. A görög-keleti román templom 1881-ben épült....”